# Thomas Steinhart
Thomas Steinhart (* 14. August 1973 in Wien) ist ein österreichischer Politiker der Sozialdemokratischen Partei Österreichs (SPÖ). Seit dem 30. November 2020 ist er Bezirksvorsteher des 11. Wiener Gemeindebezirks Simmering.

## Leben
Thomas Steinhart legte 1994 die Meisterprüfung für Gärtner und Floristen ab, 2010 übernahm er die elterliche Gärtnerei in Kaiserebersdorf.
Steinhart ist seit 1994 in der SPÖ Simmering aktiv. Seit 2007 ist er Vorsitzender der SPÖ Bauern Simmering, seit 2012 Landesvorsitzender der SPÖ Bauern, seit 2014 Vorsitzender des Verbandes der Erwerbsgärtner Wiens und seit 2017 stellvertretender Aufsichtsratsvorsitzender der LGV-Frischgemüse. Von 2007 bis 2015 gehörte er als Bezirksrat der Bezirksvertretung in Simmering an, von 2018 bis 2020 fungierte er dort als Stellvertreter von Bezirksvorsteher Paul Stadler (FPÖ). Von 2015 bis 2018 war er auch Klubobmann der SPÖ Simmering.
Bei der Bezirksvertretungswahl 2020 kandidierte er als Spitzenkandidat für die SPÖ Simmering. Dabei erreichte die SPÖ in Simmering 41,49 %, ein Plus von 0,66 %. Am 30. November 2020 wurde Steinhart in der konstituierenden Sitzung der Simmeringer Bezirksvertretung zum Bezirksvorsteher gewählt und von Bürgermeister Michael Ludwig angelobt. Stellvertreterin wurde Ramona Miletic.
Steinhart ist verheiratet, Vater zweier Töchter und Großvater einer Enkeltochter.